# Десант у Винтри
Десант у Винтри (десант у мыса Алли-Отс, десант на полуострове Сырве) — тактический десант, высаженный 12 октября 1944 года кораблями Балтийского флота в ходе Моонзундской десантной операции в Великой Отечественной войне на острове Сааремаа в районе населённого пункта Винтри, Эстония.

## Планирование десанта, обстановка и силы сторон
К середине октября 1944 года советские войска освободили от противника подавляющую часть острова Эзель (Сааремаа). Выбитые оттуда немецкие части заняли оборону на узком перешейке полуострова Сырве. С целью прорыва обороны противника с ходу командованием 8-й армии (командующий генерал-лейтенант Ф. Н. Стариков) была организована комбинированная операция — атака позиций противника на сухопутном перешейке основными силами 249-й Эстонской стрелковой дивизии 8-го Эстонского стрелкового корпуса и удар десанта с моря в районе населённого пункта Винтри в близком тылу обороняющихся войск. Приказ о высадке десанта был отдан командующим армией 9 октября, а командиром 8-го Эстонского стрелкового корпуса генерал-лейтенантом Л. А. Пэрном — 10 октября. Операция была рассчитана на тактическую неожиданность для противника.
Уже вечером 10 октября 2 батальона были погружены на катера, но из-за шторма высадка десанта была отменена.
В десант были выделены два стрелковых батальона из состава 300-го стрелкового полка 7-й Эстонской стрелковой дивизии (717 человек), 7 орудий калибра 45 мм, 12 миномётов калибра 82 мм, 15 противотанковых ружей. Личный состав и командование полка опыта участия в десантах не имели и специальной соответствующей подготовкой не занимались. Выделение в состав десанта опытных командиров не производилось. Высадка производилась на перешейке со стороны Рижского залива, исходным пунктом выхода десантного отряда был порт Курессааре. Командование Балтийского флота также надлежащей разведки места высадки десанта не произвело (только 1 катер накануне прошёл вдоль побережья и поскольку по нему огня не открывалось, был сделан вывод об отсутствии противника в месте высадки, оказавшийся в корне не верным), надлежащего управления кораблями на переходе и при высадке не организовало. Высадка десанта была поручена командиру бригады торпедных катеров капитану 1-го ранга Г. Г. Олейнику, который непосредственное производство высадки перепоручил капитану 2-го ранга А. Белушу, а сам находился в море во главе отряда прикрытия. Ещё одним негативным моментом стало отсутствие единого руководства операцией, моряки и пехотинцы не понимали, кто кому подчиняется. 
Противник (23-я и 218-я немецкие пехотные дивизии) занимал оборону на ранее оборудованных оборонительных позициях (траншеи, дзоты, инженерные заграждения, минные поля), имел достаточное количество артиллерии и миномётов, также широко использовал артиллерию морских судов.

## Ход операции
Высадка десанта произведена на рассвете 12 октября в условиях дымки и тумана. В отряд высадки входили 8 тендеров, 2 торпедных катера, 3 сторожевых катера, в отряд прикрытия — 9 торпедных катеров. Произвести высадку незаметно не удалось, противник открыл по кораблям сильный артиллерийско-миномётный огонь. В связи с сильным сопротивлением противника управление подразделениями было потеряно, в результате высадка производилась разрозненно и на широком фронте. Удалось высадить десант только с 3 тендеров и 2 катеров. Были высажены 316 бойцов, 3 орудия, 4 миномёта, 4 ПТР. 
Историк А. Платонов указывает иные сведения: из выделенных в состав десанта 784 человек по факту высажено 456 человек.
Ещё 2 тендера из-за потери ориентировки высадили десант в воду на отмель в 200 метрах об берега. Достичь берега они не смогли из-за углубления дна, и под огнём противника бойцов пришлось принимать обратно на борт из воды. 2 тендера потеряли ориентировку и сели на мель, с которой удалось сняться только утром (они вернулись в базу с десантом на борту), 3 тендера и катера из-за потери ориентировки вообще не приступали к высадке. Таким образом, вернулись на базу 401 человек, из которых 30 раненых. В шифротелеграмме начальника политотдела 8 ск приводятся несколько иные данные: в десант было выделено 742 бойца, не было высажено и вернулось 337 человек, в том числе раненых 47 бойцов. И по данным, указанным в шифротелеграмме командира 8 ск Военному совету 8-й армии от 13.10.1944, неизвестна судьба 496 бойцов десанта, 41 возвращены ранеными и ещё 4 скончались от ран; в этом же документе он обвинил командование Балтийского флота в отсутствии разведки места высадки и в отсутствии управления кораблями в момент высадки и после неё. В итоговом докладе от 15 октября командир корпуса генерал Пэрн доложил (с подробной разбивкой по подразделениям): убито при высадке 8 человек, ранено 43 человека, пропало без вести 476 человек. Потери в экипажах кораблей Балтийского флота не известны.
Командир десанта — командир 300-го стрелкового полка подполковник Пауль — при неудачном развитии боя потерял управление подчинёнными частями и покинул вражеский берег на одном из катеров.
По требованию командующего армией днём 12 октября в район боя направлен второй отряд десанта на 4 катерах — стрелковая рота из того же полка (130 человек, силы высадки и прикрытия — 9 торпедных катеров), с нею же в район боя возвращен подполковник Пауль и опергруппа штаба полка. Однако и эта попытка результатов не принесла, мощным артиллерийским огнём противник не подпустил катера к берегу, рота не была высажена. По возвращении подполковник Пауль был арестован и отдан под суд.
В ночь на 13 октября в район боя предпринята попытка высадить группу в 50 человек, также окончившаяся безрезультатно. К этому времени противник полностью контролировал побережье, признаки боя в районе высадки десанта отсутствовали. Наступление на сухопутном фронте также результата не принесло, атаки советских войск в течение дня были отбиты немцами.

## Потери
По отрывочным данным в прессе (без указания источников), из состава десанта в плен попали 215 солдат, а нескольким малочисленным группкам десантников удалось продержаться в болотах месяц до подхода своих на клюкве. Остальные, по всей видимости, погибли. 
После выявленной невозможности прорвать подготовленные рубежи обороны без усиления наступавших частей и неудачи десанта советское командование с 14 октября приостановило атаки на полуострове Сырве для тщательной подготовки нового наступления. Район Винтри был освобождён советскими войсками только 21 ноября 1944 года.
Согласно исследованию военного пути 8-го Эстонского стрелкового корпуса, которое провёл доктор истории Пеэтер Ларин, в десанте участвовало 745 советских воинов, из которых 575 не вернулись.
Эта десантная операция практически неизвестна и не исследована. Наиболее подробный документ об этом десанте — доклад командира 8-го Эстонского стрелкового корпуса Совету 8-й армии от 15 октября 1944 года.

## Документы
- Шифротелеграмма начальнику политуправления Ленинградского фронта от начальника политотдела 8 Эстонского стрелкового корпуса от 13 октября 1944 г./ОБД «Память народа»
- Ведомость высаженных сил и средств в 300 сп 12 октября 1944 года на полуострове Сырве./ОБД «Память народа». Документ подписан командиром 7-й Эстонской стрелковой дивизии генерал-майором К. А. Алликасом
- Шифротелеграмма командира 8 ск Военному совету 8 армии от 13.10.1944 / ОБД «Память народа»
- Доклад командира 8 Эстонского ск Военному совету 8 армии от 15 октября 1944 года. / ОБД «Память народа». К докладу приложены ведомости потерь в личном составе и в материальной части, список пропавших без вести офицеров.